# Île Moyade
L'Île Moyade est une île française inhabitée, située au sud de Marseille, au large du massif des Calanques. Elle fait partie de l'archipel de Riou.

## Géographie
Située à la pointe Ouest de l'île de Riou, l'île Moyade et les Moyadons se recouvrent d'eau à marée haute, d'où leur nom. Le site est surtout connu des amateurs de plongée sous-marine.

## Histoire
Elle a servi de cible à l'aéronavale en 1938.